# Sjungen förbön vid vigsel (1897)
Sjungen Förbön vid vigsel är en förbön för vigsel komponerad 1897. Den bearbetades 1985.

## Publicerad i
- Musiken till Svenska Mässan 1897.
- Den svenska mässboken 1942, del 1.
- Musik till Kyrkliga handlingar 1982.
- Den svenska kyrkohandboken 1986 under De kyrkliga Handlingarna.